# Vénuszpitta
A vénuszpitta (Erythropitta venusta) a madarak osztályának verébalakúak (Passeriformes) rendjébe és a pittafélék (Pittidae) családjába tartozó faj.

## Rendszerezése
A fajt Salomon Müller német ornitológus írta le 1835-ben, a Pitta nembe Pitta venusta néven. Egyes szervezetek jelenleg is ide sorolják.

## Előfordulása
Indonéziához tartozó Szumátra szigetén honos. Természetes élőhelyei a szubtrópusi és trópusi síkvidéki és hegyi esőerdők. Állandó nem vonuló faj.

## Megjelenése
Testhossza 18 centiméter. A nemek tollazata különbözik.

## Életmódja
Rovarokkal, csigákkal, magvakkal, férgekkel táplálkozik. Zárkózott típus, egyedül vagy párban él.

## Szaporodása
A szaporodási ideje február és június közé esik. Fészke kupola alakú, amelyet gyökerekből, levelekből készít el. A fészekben 2–3 tojás található, mely fehér vagy fakó színű, tejszínű barna foltokkal.

## Természetvédelmi helyzete
Az elterjedési területe nem nagy és az erdőirtások következtében csökken, egyedszáma 2500-9999 példány közötti és csökken. A Természetvédelmi Világszövetség Vörös listáján sebezhető fajként szerepel.